# بيلي هاريسون
بيلي هاريسون (بالإنجليزية: Billy Harrison)‏ (27 ديسمبر 1886 في المملكة المتحدة - 1 أغسطس 1948 بولفرهامبتن في المملكة المتحدة) هو لاعب كرة قدم بريطاني (وحمل سابقاً جنسية المملكة المتحدة لبريطانيا العظمى وأيرلندا) في مركز جناح ‏. لعب مع بورت فايل ومانشستر يونايتد ونادي ريكسهام ونادي كرو ألكساندرا ووولفرهامبتون واندررز والرابطة الحادية عشر لكرة القدم ‏.